# WUNC
Koordinaten: 35° 53′ 59″ N, 79° 0′ 45″ W
WUNC FM – North Carolina Public Radio („Bringing The World Home To You“) ist eine große Public-Radio-Station des National Public Radio im Research Triangle (Forschungsdreieck) von North Carolina.
Gesendet wird aus Chapel Hill. Die Station wird von der University of North Carolina betrieben. Neben Programmen des NPR, American Public Media, Public Radio International und der BBC werden eigene Sendungen produziert.
Direkt aus Chapel Hill wird für die Region Chapel Hill-Raleigh-Durham auf UKW 91,5 MHz (WUNC) gesendet, auf UKW 88,9 MHz aus Manteo, für den Nordosten und die Küste und auf UKW 91,9 MHz aus Fayetteville; sowie auf UKW 91,1 MHz für Welcome (North Carolina) und auf UKW 90,9 MHz aus Rocky Mount. Der Sender nutzt den Simulcast-Standard HD Radio und überträgt über den zweiten digitalen Sendeplatz ein zusätzliches Programm, WUNC Music, um damit die Musikszene von North Carolina abzubilden.